# 1508

## Събития
- Микеланджело Буонароти започва изписването на свода на Сикстинската капела във Ватикана по поръчка на папа Юлий II.

## Родени
- 30 ноември – Андреа Паладио, италиански архитект